# ديفيد وليامز (أستاذ جامعي)
ديفيد وليامز (بالإنجليزية: David Williams)‏ هو رياضياتي بريطاني، ولد في 9 أبريل 1938 في Gorseinon ‏ في المملكة المتحدة.